# Angel Sar
Der Angel Sar (oder Angel Peak; englisch für „Engelsgipfel“) ist eine 6858 m hohe Erhebung auf dem Südsüdwest-Grat des K2 im Karakorum in Pakistan.
Bei guten Wetterverhältnissen bietet der Gipfel eine hervorragende Aussicht auf K2, Broad Peak und Godwin-Austen-Gletscher. Die Schartenhöhe liegt bei ungefähr 500 m, so dass es unklar ist, ob der Angel Sar als eigenständiger Berg gelten darf.